# Квандо-Кубанго
Ква́ндо-Куба́нго (порт. Cuando-Cubango) — провинция в Анголе. Площадь провинции составляет 199 049 км². Административный центр — город Менонге. Провинция получила своё название по рекам Квандо и Кубанго, протекающих соответственно в её восточной и западной частях.

## География
Провинция Квандо-Кубанго находится на крайнем юго-востоке Анголы. На севере и северо-востоке от неё находится провинция Мошико, на западе — провинции Уила и Кунене, на северо-западе провинция Бие. На юге Квандо-Кубанго проходит государственная граница Анголы с Намибией, на востоке — государственная граница Анголы с Замбией.

## История
В годы гражданской войны в Анголе провинция Квандо-Кубанго являлась опорной базой для войск антиправительственного движения УНИТА. В городе Джамба располагалась военная столица Жонаса Савимби.

## Население
По данным на 2014 год численность населения провинции составляла 510 369 человек.
Динамика численности населения провинции по годам:
| 1995    | 2004    | 2013    | 2014    |
| ------- | ------- | ------- | ------- |
| 137 000 | 177 000 | 236 985 | 510 369 |

## Административное деление
- Калаи (Calai)
- Квангар (Cuangar)
- Куши[англ.] (Cuchi)
- Квито-Кванавале (Cuito Cuanavale)
- Дирико (Dirico)
- Мавинга (Mavinga)
- Менонге (Menongue)
- Нанкова (Nancova)
- Ривунго (Rivungo)